# 布勒特伊广场

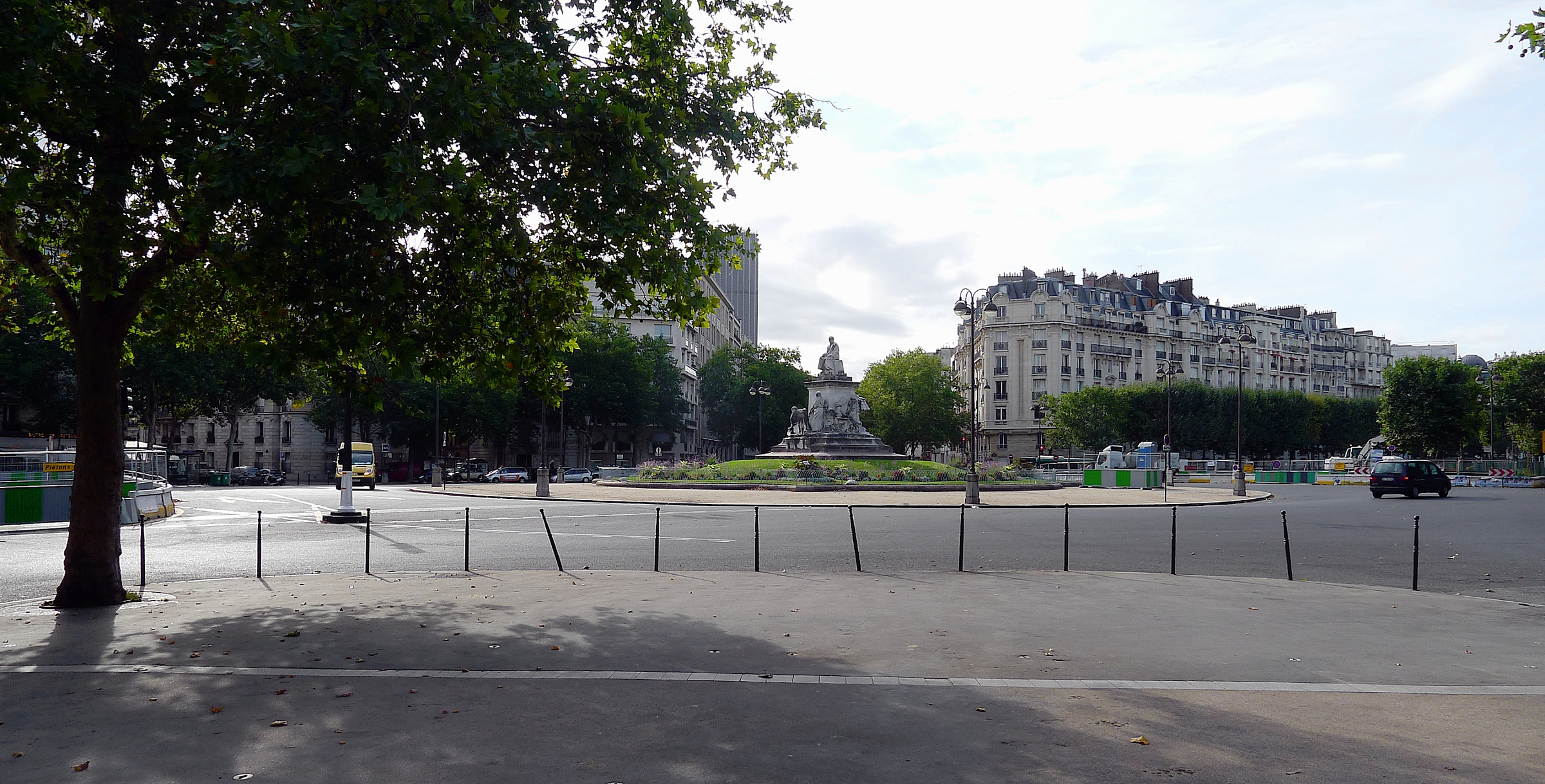

布勒特伊广场（Place de Breteuil）是法国巴黎的一个广场，位于巴黎第七区和巴黎十五区，布勒特伊大街和萨克森大街等道路的交汇处。

## 名称
布勒特伊广场得名于路易·奥古斯特·勒通内利耶·德·布勒特伊(1730-1807).

## 历史
布勒特伊广场开辟于1782年，1838年交给市议会.

## 建筑

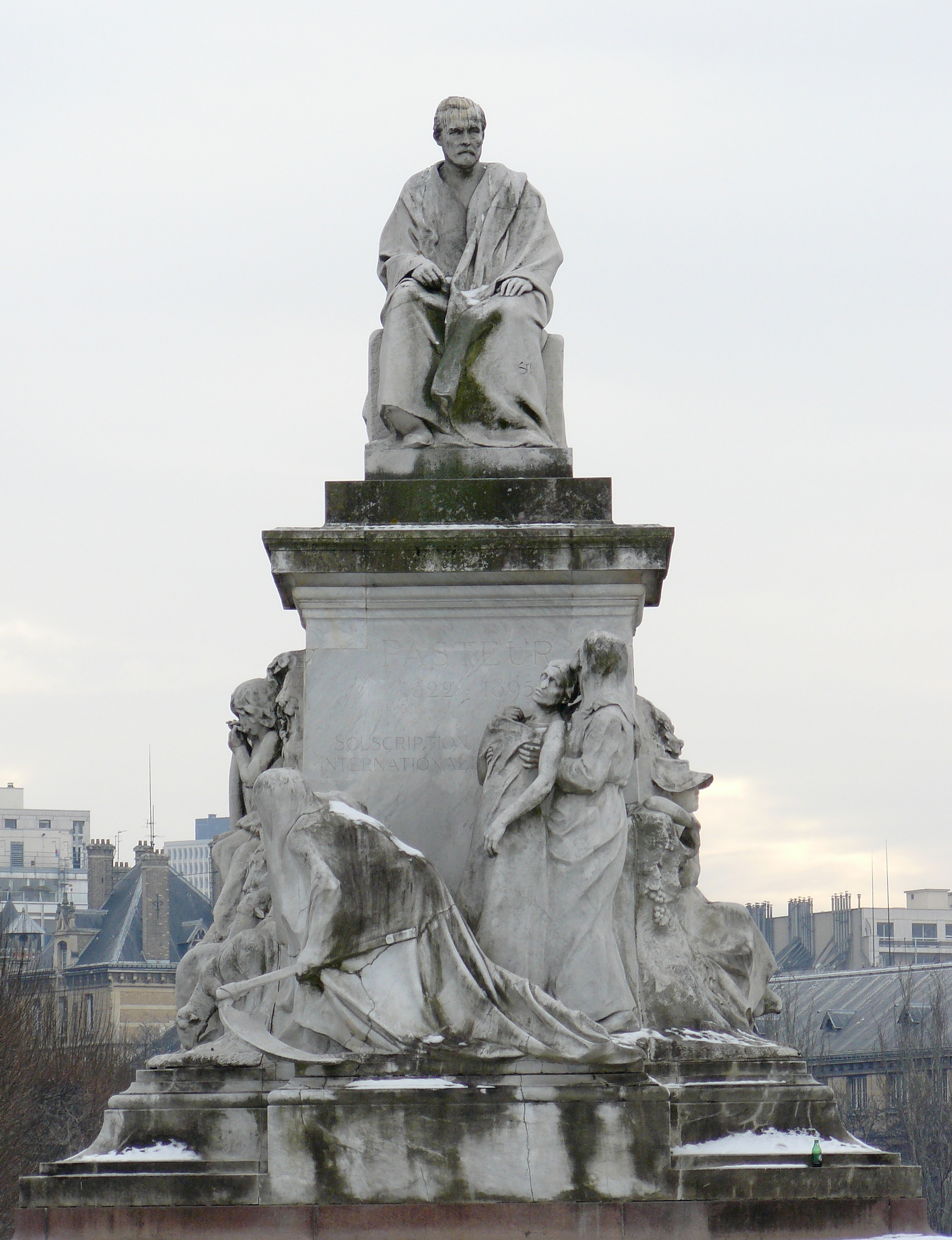
巴斯德雕像

- 广场中心的路易·巴斯德雕像